# Wilbur Wants to Kill Himself
Wilbur Wants to Kill Himself (dt. TV-Alternativtitel: Wilbur – Das Leben ist eins der schwersten) ist eine Tragikomödie der dänischen Regisseurin Lone Scherfig (Italienisch für Anfänger) aus dem Jahr 2002.

## Handlung
Der Film spielt im schottischen Glasgow. Der egozentrische Wilbur will sich umbringen, wird jedoch immer wieder von seinem Bruder Harbour gerettet. Nach einem weiteren Suizidversuch wird Wilbur wegen seines provokanten Verhaltens die Teilnahme an seiner Therapiegruppe untersagt, er muss seine Wohnung verlassen und zu seinem Bruder ziehen. Dieser versucht den chaotischen und heruntergekommenen Buchladen ihres verstorbenen Vaters weiterzuführen, das Geschäft läuft aber eher schlecht. Dort lernt Harbour die alleinerziehende Mutter Alice kennen. Sie arbeitet als Putzhilfe im Krankenhaus und verkauft Harbour als Zubrot die dort liegengebliebenen Bücher. Eines Tages rettet sie Wilbur, als sich dieser im Laden zu erhängen versucht. Harbour und Alice verlieben sich ineinander und heiraten, aber selbst in ihrer Hochzeitsnacht unternimmt Wilbur einen erneuten Selbstmordversuch. Wenig später wird Harbour nach einem Ohnmachtsanfall ins Krankenhaus eingeliefert und mit der Diagnose Bauchspeicheldrüsenkrebs konfrontiert. Während er sich im Krankenhaus einer Chemotherapie unterzieht und auf den Tod wartet, verlieben sich Wilbur und Alice ineinander. Nach einem letzten gemeinsamen Weihnachtsessen nimmt sich Harbour im Krankenhaus das Leben, während für Wilbur selbst Suizid jetzt kein Thema mehr ist.

## Kritik
„Ein Film, der dem Themenkomplex um Leben, Liebe, Tod, Glück und Unglück mit einem Schuss englischen Humors auf den Grund zu gehen versucht, wobei er formal zu neuen Ufern aufbricht. Unterstützt von einem starken Schauspieler-Ensemble, verdichtet sich die bittersüße Tragikomödie zur humorvoll-nachdenklichen Studie über die ‚erträgliche Schwere des Seins‘.“